# Nazionale maschile di pallacanestro della Repubblica Ceca
La nazionale maschile di pallacanestro della Repubblica Ceca (Česká basketbalová reprezentace) rappresenta la Repubblica Ceca nelle competizioni internazionali maschili di pallacanestro organizzate dalla FIBA ed è gestita dalla Federazione cestistica della Repubblica Ceca.

## Storia

### Nazionale cecoslovacca (1932-1992)
Nel periodo compreso fra il 1932 ed il 1992, ha fatto parte della Cecoslovacchia, della cui nazionale è considerata la diretta erede.

### Nazionale ceca (dal 1993)
Affiliata alla FIBA dal 1993, il team nazionale ceco ha partecipato a due edizioni dei Campionati Europei senza però ottenere risultati di rilievo, ma non è mai stata presente alle Olimpiadi ed ai Mondiali.
Nel 2009 è retrocessa in Division B, ma è subito risalita, e in seguito si è qualificata per gli Europei del 2013, dove è stata eliminata al primo turno.

## Piazzamenti
Olimpiadi
- 2020 - 9º

Mondiali
- 2019 - 6°

Europei
- 1999 - 11°
- 2007 - 15°
- 2013 - 13°
- 2015 - 7°
- 2017 - 20°
- 2022 - 16°

## Formazioni

### Olimpiadi
Pallacanestro ai Giochi della XXXII Olimpiade - Torneo maschile1 Auda, 4 Vyoral, 8 Satoranský, 11 Schilb, 12 Balvín, 13 Šiřina, 15 Peterka, 17 Bohačík, 19 Sehnal, 23 Palyza, 24 Veselý, 25 Jelínek,        All. Ronen Ginzburg

### Mondiali
Campionato mondiale maschile di pallacanestro 20191 Auda, 4 Vyoral, 6 Pumprla, 7 Hruban, 8 Satoranský, 11 Schilb, 12 Balvín, 13 Šiřina, 15 Peterka, 17 Bohačík, 23 Palyza, 31 Kříž,        All. Ronen Ginzburg

### Europei
Campionato europeo maschile di pallacanestro 19994 Czudek, 5 P. Welsch, 6 Vahala, 7 Stuchlý, 8 J. Welsch, 9 Klapetek, 10 Okáč, 11 Bartoň, 12 Treml, 13 Ides, 14 Novák, 15 Bečka,        All. Zdeněk Hummel
Campionato europeo maschile di pallacanestro 20074 Vrubl, 5 Beneš, 6 Whitfield, 7 Křemen, 8 Kraus, 9 Welsch, 10 Sokolovský, 11 Bartoň, 12 Nečas, 13 Benda, 14 Houška, 15 Starosta,        All. Zdeněk Hummel
Campionato europeo maschile di pallacanestro 20134 Benda, 5 Balvín, 6 Pumprla, 7 Hruban, 8 Satoranský, 9 Welsch, 10 Houška, 11 Bartoň, 12 Jelínek, 13 Kudláček, 14 Švrdlík, 15 Veselý,        All. Pavel Budínský
Campionato europeo maschile di pallacanestro 20154 Benda, 5 Auda, 6 Pumprla, 7 Hruban, 8 Satoranský, 9 Welsch, 10 Houška, 11 Bartoň, 12 Jelínek, 13 Šiřina, 14 Schilb, 24 Veselý,        All. Ronen Ginzburg
Campionato europeo maschile di pallacanestro 20171 Auda, 7 Hruban, 8 Satoranský, 9 Welsch, 11 Palyza, 13 Šiřina, 14 Švrdlík, 15 Peterka, 17 Bohačík, 31 Kříž, 71 Kyzlink,        All. Ronen Ginzburg
Campionato europeo maschile di pallacanestro 20221 Auda, 7 Hruban, 8 Satoranský, 12 Balvín, 15 Peterka, 17 Bohačík, 19 Sehnal, 24 Veselý, 25 Jelínek, 27 Krejčí, 31 Kříž, 77 Kyzlink,        All. Ronen Ginzburg

## Nazionali giovanili
- Selezioni giovanili della nazionale di pallacanestro della Repubblica Ceca